# Придаткевич Роман
Роман В. Придаткевич (1 червня 1895, Живець — 17 листопада 1980, Овенсборо, Кентуккі, США) — український композитор, скрипаль, організатор Української консерваторії в Нью-Йорку, співорганізатор Товариства Прихильників Української Музики, артист ряду нью-йоркських оркестрів.

## Життєпис
У неповних 8 років виступав у Перемишлі та Львові. Вступив до академічної гімназії у Львові та ВМІЛу. Вивчав гру на скрипці у викладачів А. Должицького, Є. Щедрович-Ганкевич, Є. Перфецького, теоретичні предмети у Ф. Колесси, С. Людкевича. Після закінчення вступає до Віденської музичної академії.
Під час першої світової війни у австрійському війську, згодом у лавах Української Галицької армії як скрипаль.
З 1920 року продовжує навчання у Віденській музичні академії. Після її закінчення їде до Берліна, де бере уроки в К. Флєша та його асистента Р. Гарцер. Одночасно успішно гастролює в Європі.
У 1923 році емігрує до США, активно концертує, отримує загальне визнання. Вступає в Колумбійський університет, а згодом закінчує музичний інститут Куртіса у Філадельфії.
У 1924 році разом з М. Гайворонським засновує Музичну Консерваторію у Нью-Йорку.
У 1930 році Роман Придаткевич організував ансамбль «Українське Тріо», який виступав у нью-йоркському концертному залі «Таун-Холл» і з великим успіхом виконував композиції Й. Баха, В. Барвінського, M. Лисенка, К. Стеценка. До тріо увійшли: сопрано Марія Гребінецька, піаністка Аліса Корчак (яку пізніше замінила Ольга Ткачук) і сам Роман Придаткевич, як скрипаль.
У 1937—1940 роках — концертмейстер Нью-Йорк Сіті Оркестра, згодом Джільбер і Суліван Опера та багатьох інших оркестрах США. У 1946—1965 — професор Моррей-коледжу в Каліфорнії. У 1970 здійснив успішні гастролі в Європі, виступаючи в Лондоні, Берліні, Парижі, Зальцбурзі та інших містах.
У 1953 році в Рочестерському університеті Р. Придаткевич захистив докторську дисертацію на тему «Бахові пасіони та їх музично-історичний підклад».
Як композитор Р. Придаткевич є автором понад 200 музичних творів. Його Перша симфонія прозвучала в 1928 році у виконанні Л. Стоковського у Денвері.
Роман Придаткевич помер 17 листопада 1980 в м. Овенсборо, штат Кентуккі.

## Родина
Дружина — Лідія Придаткевич (Клопотовська) (1900—1988).
Донька — Ганна Придаткевич-Кухарчук (Ганна Кучар), піаністка і музичний педагог.
Внуки: Андрій, Роман, Теодор. Внук Теодор Кучар — американський диригент, керівник Національного симфонічного оркестру України.